# Andreas Vogel (Liedermacher)
Andreas Vogel (* 1952) ist ein deutscher Liedermacher und Arzt aus dem Saarland.

## Leben
Der Texter, Komponist und Sänger Andreas Vogel begleitet seine Lieder unplugged mit Gitarre und Mundharmonika. Die Lieder handeln von Friedens- und Umweltthemen und rufen – in klassischer Liedermachermanier – zum Widerstand, Einmischen und Verändern auf. Daneben gibt es Lieder zu (zwischen-)menschlichen Themen wie Sehnsucht, Geborgenheit, Begegnung, Reife und Liebe.
Andreas Vogel engagiert sich für Friedens- und Umweltthemen. Er zählt zusammen mit Astrid Klug zu den Initiatoren und seitdem auch zu den Organisatoren der Ökomesse Umwelt- und Friedenstag, die zwischen 1987 und 2012 25 Mal stattfand.
Andreas Vogel war Oberarzt an der Klinik für Kinder- und Jugendpsychiatrie der Uniklinik Homburg, arbeitete bis Ende März 2021 noch 2 Tage/Woche als Kinder- und Jugendpsychiater im MVZ in Saarbrücken und wohnt mit seiner Familie in Homburg.

## Musik
Anfang der 1970er Jahre spielte Andreas Vogel in der Saarbrücker Folkgruppe Schmetterling. Seit dieser Zeit trat er zusammen mit Wolfgang Winkler auch mit eigenen Texten und Liedern auf, später zumeist solo. Ab 1998 hatte Andreas Vogel in Michael Seibert (Saxophon, Flöten und Klarinette) einen musikalischen Partner gefunden. Andreas Vogel übersetzte viele Folksongs ins Deutsche, insbesondere die Lieder von Bob Dylan. Nach dem Tod seines Partners Michael Seibert kehrte Andreas Vogel nach längerer Pause auf  Kleinkunstbühnen zurück. Ab 2003 trat er mit dem Soloprogramm Andreas Vogel singt Bob Dylan auf, in dem er unter dem Titel Die Zeiten ändern sich Dylan-Songs auf Deutsch präsentierte. Seit 2008 nur noch seltene Auftritte als Liedermacher. Seit 2008 singt Andreas Vogel in der Blues-Rockband Seventh Sunrise. Im Jahr 2013 folgte die Musik zur Lesung Meine Sehnsucht will nicht vergehen-Liebesbriefe an Adolf Hitler mit Silvia Bervingas. 2017 Mitarbeit im Projekt Liederschmiede, am 30. September 2017 Konzert in Mainzweiler mit Lisa Ludes, Wolfgang Schulz, Rüdiger Ulrich, Stefan Biehl, Gunnar Schröder und Günter Groß. 2019 Konzerte mit Lisa Ludes. 2021 nahm er bei Bernhard Wittmann im Blaufabrik Studio in Sulzbach eine Abschluss CD mit 5 Liedern auf. Die EP „Respekt“ erschien im August 2021, Mitmusiker waren Sebastian Dingler, Lisa Ludes, Christine Rauh, Magali Vogel, Yan Vogel, Sascha Waack und Bernhard Wittmann.

## Diskografie
- 1980 LP – Tanz der Komödianten
- 1987 Single – Mairegen
- 1989 LP – Überlebenssehnsucht
- 1989 CD – Überlebenssehnsucht
- 1996 CD – Mehr als 2 Gesichter
- 1999 EP – Andreas Vogel und Michael Seibert: Das Leben ist ein Abenteuer
- 2021 EP – Respekt